# Dravidogecko janakiae
Dravidogecko janakiae — вид геконоподібних ящірок родини геконових (Gekkonidae). Ендемік Індії. Вид названий на честь індійського ботаніка Джанакі Аммала. Описаний у 2019 році.

## Поширення і екологія
Dravidogecko janakiae мешкають на північ від міста Муннар в окрузі Ідуккі в штаті Керала на півдні Індії. Вони живуть у вічнозелених та мішаних вологих тропічних лісах Західних Гат, на висоті від 2000 до 2200 м над рівнем моря, де середньорічна кількість опадів перевищує 3600 мм.